# 藏报春
藏报春（学名：Primula sinensis），又叫做中国樱草，原产地是中国。藏报春是一种报春花属草本植物，冬天快结束的时候到春天刚开始的时候开花，花色有红、白、淡红等，非常好看，因此有人种来观赏。
其种加词“sinensis”意为“中华的”。